# نشانه‌های زندگی (فیلم ۱۹۶۸)
«نشانه‌های زندگی» (آلمانی: Lebenszeichen) فیلمی در ژانر درام به کارگردانی ورنر هرتسوک است که در سال ۱۹۶۸ منتشر شد.